# Roger Stone
Roger Jason Stone Jr. (nacido el 27 de agosto de 1952) es un consultor político conservador, cabildero y estratega estadounidense conocido por trabajar en campañas de candidatos del Partido Republicano y por promover teorías de conspiración de extrema derecha. Desde la década de los 70, Stone ha trabajado en las campañas de políticos republicanos clave como Richard Nixon, Ronald Reagan, Jack Kemp, Bob Dole y Donald Trump.
Además de trabajar frecuentemente como asesor de campañas electorales, Stone fue previamente un importante cabildero político. En 1980, cofundó el lobby Black, Manafort & Stone, con sede en Washington DC, siendo los directores Paul Manafort y Charles R. Black Jr. Reclutaron a Peter G. Kelly y la firma pasó a llamarse Black, Manafort, Stone & Kelly en 1984. Durante la década de los 80, BMSK se convirtió en una de las principales firmas de cabildeo al aprovechar sus conexiones en la Casa Blanca para atraer clientes con alto poder adquisitivo, incluidas corporaciones estadounidenses, asociaciones comerciales y gobiernos extranjeros. En 1990, era uno de los grupos de presión más importantes para empresas estadounidenses y organizaciones extranjeras.
Stone ha sido tildado de varias maneras en los medios como un "sucio embaucador político", un "infiel de renombre", un "practicante avezado de política afilada" y un "veterano estratega republicano". En el transcurso de su carrera política, Stone ha sido ampliamente considerado como promotor de una serie de falsedades y teorías conspirativas.
Stone es el tema de un documental de Netflix, titulado Get Me Roger Stone, que se centró en su pasado y su papel en la campaña presidencial de Donald Trump de 2016.
Stone abandonó oficialmente la campaña de Trump el 8 de agosto de 2015; sin embargo, se informó que, como parte de la investigación en curso sobre la interferencia rusa en las elecciones estadounidenses de 2016, dos asociados de Stone han afirmado que colaboró con el propietario de WikiLeaks, Julian Assange, en la primavera de 2016 para desacreditar la campaña de Hillary Clinton. Stone ha negado dicha colaboración.
La juez del tribunal de distrito estadounidense Ellen Huvelle desestimó una demanda presentada por el grupo activista político Protect Democracy, alegando que la campaña del presidente Donald Trump y el exconsejero de Trump, Roger Stone, conspiraron con Rusia y WikiLeaks para publicar correos electrónicos del Comité Demócrata Nacional hackeados durante la elección presidencial de 2016

## Primeros años y trabajo político
Stone nació el 27 de agosto de 1952 en Norwalk, Connecticut hijo de Gloria Rose (Corbo) y Roger J. Stone. Stone creció en Lewisboro, Nueva York, en una familia de origen húngaro e italiano. Su madre era una reportera de pueblo pequeño, su padre un perforador de pozo  y dueño de un negocio. Él ha descrito a su familia como católicos de clase media y obreros. 
En el primer grado, afirma Stone, irrumpió en la política para promover la campaña presidencial de John F. Kennedy: "Recuerdo pasar por la línea de la cafetería y decirle a todos los niños que Nixon estaba a favor de la escuela los sábados ... Fue mi primer encuentro político truco ". 
Cuando era un joven y vicepresidente del gobierno estudiantil en una escuela secundaria en el norte del condado de Westchester, Nueva York, manipuló el derrocamiento del presidente y lo sucedió. Stone recordó cómo se postuló para las elecciones como presidente de su último año:
Construí alianzas y puse a todos mis desafiantes serios en mi boleto. Luego recluté al tipo más impopular de la escuela para que corriera contra mí. ¿Crees que eso es malo? No, es inteligente. 
Con una copia de The Conscience of a Conservative, de Barry Goldwater, Stone se convirtió al conservadurismo cuando era niño y fue voluntario en la campaña de Goldwater en 1964. En 2007, Stone indicó que era un conservador acérrimo pero con inclinaciones libertarias. 
Como estudiante en la Universidad George Washington en 1972, Stone invitó a Jeb Magruder a hablar en una reunión del Club de Jóvenes Republicanos, luego le pidió a Magruder un trabajo con el Comité de Richard Nixon para volver a elegir al presidente ("CREEP").  Magruder estuvo de acuerdo y Stone abandonó la universidad para trabajar para el comité.

## Carrera
1970: campaña de Nixon, Watergate y Reagan 1976
La carrera política de Stone comenzó en serio en la campaña de Nixon de 1972 con actividades como contribuir con dinero a un posible rival de Nixon en nombre de la Alianza de Jóvenes Socialistas, y luego deslizar el recibo al Líder de la Unión de Manchester. También contrató a un espía en la campaña de Hubert Humphrey que se convirtió en el conductor de Humphrey. Según Stone, durante el día fue oficialmente un programador en la campaña de Nixon, pero "por la noche, estoy traficando con las artes negras. La gente de Nixon estaba obsesionada con la inteligencia". Stone sostiene que nunca hizo nada ilegal en el caso Watergate. 
Después de que Nixon ganara las elecciones presidenciales de 1972, Stone trabajó para la administración en la Oficina de Oportunidades Económicas. Después de que Nixon renunció, Stone fue a trabajar para Bob Dole, pero luego fue despedido después de que el columnista Jack Anderson identificara públicamente a Stone como un "sucio tramposo" de Nixon. 
En 1975, Stone ayudó a fundar el Comité Nacional de Acción Política Conservador, una organización de Nueva Derecha que ayudó a promover la publicidad política del gasto independiente.
En 1976, trabajó en la campaña de Ronald Reagan para presidente. En 1977, a los 24 años, Stone ganó la presidencia de los Jóvenes Republicanos en una campaña dirigida por su amigo Paul Manafort: habían compilado un dossier para cada uno de los 800 delegados que se reunieron, que llamaron "libros de látigo".
1980s: Reagan 1980, cabildeo, y Bush 1988
Stone pasó a servir como estratega jefe de la campaña de Thomas Kean para gobernador de Nueva Jersey en 1981 y para su campaña de reelección en 1985.

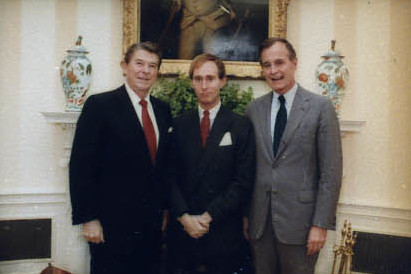
Stone con el presidente Ronald Reagan y luego el vicepresidente George H. W. Bush en 1982

Stone, el "guardián de la llama de Nixon",  fue asesor del expresidente en sus años posteriores a la presidencia, sirviendo como "el hombre de Nixon en Washington".  Stone era un protegido del exgobernador de Connecticut John Davis Lodge, quien presentó al joven Stone al entonces vicepresidente Nixon en 1967.
John Sears reclutó a Stone para trabajar en la campaña presidencial de Ronald Reagan en 1980, coordinando el noreste. Stone dijo que Roy Cohn lo ayudó a hacer arreglos para que John B. Anderson obtenga la nominación del Partido Liberal de Nueva York, una medida que ayudaría a dividir la oposición a Reagan en el estado. Stone dijo que Cohn le dio una maleta que Stone evitó abrir y, según las instrucciones de Cohn, la dejó en la oficina de un abogado influyente en los círculos del Partido Liberal. Reagan llevó el estado con el 46% de los votos. Hablando después de que el estatuto de limitaciones por soborno había expirado, Stone dijo más tarde: "Pagué su bufete de abogados. Honorarios legales. No sé lo que hizo por el dinero, pero sea lo que sea, el partido liberal llegó a su conclusión correcta de una cuestión de principio ". 
Luego, en 1980, después de sus roles clave en la campaña de Reagan, Stone y Manafort decidieron entrar en negocios juntos en sociedad con Charlie Black al crear una firma de asesoría política y cabildeo para sacar provecho de sus relaciones dentro de la nueva administración. Esa compañía, Black, Manafort & Stone (BMS), se convirtió en una de las primeras empresas de cabildeo de D.C.  y fue descrita como instrumental en el éxito de la campaña de 1984 de Ronald Reagan. El estratega político republicano Lee Atwater luego se unió a la firma en 1985, después de ocupar el puesto # 2 en Reagan-Bush 1984.
Debido a la disposición de BMS a representar dictadores brutales del Tercer Mundo como Mobutu Sese Seko en la República del Congo y Ferdinand Marcos en las Filipinas, la firma fue calificada como "El Lobby de los Torturadores". BMS también representó a una serie de clientes corporativos de alto poder, incluyendo News Corp de Rupert Murdoch, The Tobacco Institute y, a partir de la década de 1980, Donald Trump...
En 1987-88, Stone se desempeñó como asesor principal de la campaña presidencial de Jack Kemp, que fue dirigida por el socio consultor Charlie Black.  En esa misma elección, sus otros socios trabajaron para George H. W. Bush (Lee Atwater como gerente de campaña y Paul Manafort como director de operaciones en la campaña de otoño).
En abril de 1992, Time alegó que Stone estuvo involucrado con los controvertidos anuncios de Willie Horton para ayudar a la campaña presidencial de George H. W. Bush en 1988, que fueron dirigidos contra el opositor demócrata Michael Dukakis.  Stone ha dicho que instó a Lee Atwater a no incluir a Horton en el anuncio.  Stone negó haber hecho o distribuido el anuncio, y dijo que era obra de Atwater. Sin embargo, los anuncios reales con la imagen de Horton (publicada originalmente en CNN) fueron producidos por estadounidenses para Bush / NSPAC (National Security PAC), un grupo de gastos independientes no controlado ni coordinado por Atwater y la campaña de Bush. Los registros de FEC para NSPAC no indican ningún pago o afiliación con Stone, y los avisos fueron reportados en 1988 y luego fueron producidos por otro consultor.
En los años 90, Stone y Manafort vendieron sus negocios. Sus carreras fueron en diferentes direcciones, pero su relación se mantuvo cerca.
Stone se casó con su primera esposa Anne Elizabeth Wesche en 1974. Usando el nombre de Ann E. W. Stone, ella y Stone fundaron el grupo Republicans for Choice en 1989. Se divorciaron en 1990.  
Década de 1990: trabajo temprano con Donald Trump, Dole 1996
En 1995, Stone fue el presidente de la campaña del senador republicano Arlen Specter para la nominación presidencial republicana de 1996. Specter se retiró temprano en la temporada de campaña con menos del 2% de apoyo.
Stone fue durante muchos años cabildero de Donald Trump en nombre de su negocio de casinos  y también participó en la oposición al juego de casino expandido en el estado de Nueva York, una posición que lo llevó a un conflicto con el gobernador George Pataki. 
En 1996, Stone renunció a su puesto de consultor en la campaña presidencial del senador Bob Dole después de que The National Enquirer escribiera que Stone había colocado anuncios e imágenes en publicaciones de swingers y un sitio web en busca de parejas sexuales para él y su segunda esposa, Nydia Bertrane. Stone, con quien se casó en Las Vegas en 1992. Stone negó inicialmente el informe.  En el programa Good Morning America, dijo: "Una investigación exhaustiva ahora indica que un empleado doméstico que descargué por abuso de sustancias en la segunda vez que nos enteramos de que tenía un problema con las drogas es el perpetrador que tuvo acceso a mi hogar, acceso a mi computadora, acceso a mi contraseña, acceso a mi medidor de correo, acceso a la clave de mi casilla postal ".  En una entrevista de 2008 con The New Yorker, Stone admitió que los anuncios eran auténticos. 
Años 2000: recuento de Florida, notas de Killian, conflicto con Eliot Spitzer.
En 2000, Stone se desempeñó como gerente de campaña de la campaña abortada de Donald Trump para presidente en las primarias del Partido de Reforma.  El periodista de investigación Wayne Barrett acusó a Stone de persuadir a Trump para que considerara públicamente una candidatura a la nominación de la Reforma para marginar a Pat Buchanan y sabotear el Partido de la Reforma en un intento de reducir el total de sus votos en beneficio de George W. Bush. 
Más tarde ese año, según Stone y la película Recount, Stone fue contratado por James Baker para ayudar con las relaciones públicas durante el recuento de Florida. Su papel en los disturbios de Brooks Brothers, la demostración de los operativos republicanos contra el recuento, sigue siendo controvertido. 
En 2002, Stone se asoció con la campaña del empresario Thomas Golisano para gobernador del estado de Nueva York.
Durante la campaña presidencial de 2004, el demócrata Al Sharpton respondió a las acusaciones de que Stone estaba trabajando en su campaña y declaró: "He estado hablando con Roger Stone durante mucho tiempo. Eso no quiere decir que él está tomando las decisiones por mí. "No olvidemos que Bill Clinton estaba haciendo algo más que hablar con Dick Morris".  Los críticos sugirieron que Stone solo estaba trabajando con Sharpton como una forma de socavar las posibilidades del Partido Demócrata de ganar las elecciones. Sharpton niega que Stone haya tenido alguna influencia sobre su campaña. 
En esa elección, un bloguero acusó a Stone de ser responsable de los materiales de la campaña Kerry-Spectre que se distribuyeron en Pensilvania. Tales señales fueron consideradas controversiales porque fueron vistas como un esfuerzo para lograr que los demócratas que apoyaron a Kerry voten por el senador republicano Arlen Specter en Filadelfia.
Durante las elecciones generales de 2004, el entonces presidente del DNC, Terry McAuliffe, acusó a Stone de falsificar los memorandos de Killian que llevaron a CBS News a informar que el presidente Bush no había cumplido con sus obligaciones mientras se alistaba en la Guardia Nacional Aérea de Texas. McAuliffe citó un informe en el New York Post en sus acusaciones. Por su parte, Stone negó haber falsificado los documentos. 
En 2007, Stone, un asesor principal en ese momento para Joseph Bruno (líder de la mayoría del Senado del estado de Nueva York), fue obligado a renunciar por Bruno después de las acusaciones de que Stone había amenazado a Bernard Spitzer, el padre de 83 años. del candidato demócrata a la gobernación, Eliot Spitzer.  El 6 de agosto de 2007, se dejó un mensaje de insultos en el contestador automático de Spitzer que amenazaba con enjuiciar al anciano si no implicaba a su hijo en una fechoría. Bernard Spitzer contrató a una agencia de detectives privados que rastreó la llamada al teléfono de la esposa de Roger Stone. Roger Stone negó haber dejado el mensaje, a pesar de que su voz fue reconocida, alegando que estaba en una película que luego se demostró que no se proyectó esa noche. Stone fue acusado en un episodio de Hardball con Chris Matthews el 22 de agosto de 2007 de ser la voz en un correo de voz cargado de improperios amenazando a Bernard Spitzer, padre de Eliot, con citaciones.  Donald Trump es citado diciendo del incidente: "Atraparon a Roger con las manos en la masa, mintiendo. Lo que hizo fue ridículo y estúpido". 
Stone negó sistemáticamente los informes. A partir de entonces, sin embargo, renunció a su puesto como consultor del Comité de Campaña Republicana del Senado del Estado de Nueva York a petición de Bruno. 
En enero de 2008, Stone fundó Citizens United Not Timid, un grupo anti-Hillary Clinton 527 con un acrónimo intencionalmente obsceno. 
Stone aparece en Boogie Man: The Lee Atwater Story, documental sobre Lee Atwater realizado en 2008. También apareció en Client 9: The Rise and Fall of Eliot Spitzer, el documental de 2010 sobre el escándalo de prostitución de Eliot Spitzer.
El ex asistente de Trump Sam Nunberg considera a Stone su mentor durante este tiempo, y "padre sustituto". 
2010: participación del Partido Libertario, campaña de Donald Trump y comentario de los medios.
En febrero de 2010, Stone se convirtió en directora de campaña de Kristin Davis, una mujer vinculada al escándalo de prostitución de Eliot Spitzer, en su intento de obtener la nominación del Partido Libertario para gobernador de Nueva York en las elecciones de 2010. Stone dijo que la campaña "no es un engaño, una broma o un truco publicitario. Quiero conseguirle medio millón de votos". Sin embargo, más tarde fue visto en un mitin de campaña por el candidato republicano a la gobernación Carl Paladino, de quien Stone ha hablado favorablemente.  Stone admitió haber brindado apoyo y asesoramiento a ambas campañas sobre la base de que las dos campañas tenían objetivos diferentes: Davis buscaba obtener el acceso permanente para su partido, y Paladino estaba en la carrera por ganar (y era el candidato preferido de Stone). Como tal, Stone no creía que tuviera un conflicto de interés en apoyar a ambos candidatos.  Mientras trabajaba para la campaña de Davis, Warren Redlich, el candidato libertario para Gobernador, alegó que Stone colaboró con un grupo llamado "Gente por una Nueva York más segura" para enviar un volante etiquetando a Redlich como "depredador sexual" y "pervertido enfermo y retorcido" basado en una publicación de blog que Redlich había hecho en 2008.  Posteriormente, Redlich demandó a Stone en un tribunal de Nueva York por difamación sobre los volantes, y solicitó $20,000,000 en daños y perjuicios. Sin embargo, el jurado en el caso devolvió un veredicto a favor de Stone en diciembre de 2017, al descubrir que Redlich no pudo probar que Stone estaba involucrado con los volantes.
Stone se ofreció como asesor no remunerado del comediante Steve Berke ("miembro libertario de su llamado After Party") en su campaña de 2011 para alcalde de Miami Beach, Florida en 2012.  (Berke perdió la carrera contra el alcalde en funciones Matti Herrera Bower.)
En febrero de 2012, Stone dijo que había cambiado su afiliación partidaria del Partido Republicano al Partido Libertario. Stone predijo un "momento libertario" en 2016 y el final del partido republicano. 
En junio de 2012, Stone dijo que dirigía un súper PAC en apoyo del exgobernador de Nuevo México y candidato presidencial libertario Gary Johnson, a quien había conocido en una fiesta navideña de la revista Reason dos años antes.  Stone le dijo al Huffington Post que Johnson tenía un papel real que desempeñar, aunque "no tengo alusiones (sic) de él ganando". 
Stone consideró postularse como candidato libertario a gobernador de Florida en 2014, pero en mayo de 2013 dijo en un comunicado que no se postularía y que quería dedicarse a la campaña para apoyar una enmienda constitucional de 2014 en la votación de Florida para legalizar la marihuana terapéutica. 
Stone fue asesor de la campaña presidencial de 2016 de Donald Trump. Stone abandonó la campaña el 8 de agosto de 2015 en medio de una controversia, con Stone afirmando que renunció y Trump afirmando que Stone fue despedido.  A pesar de esto, Stone todavía apoyaba a Trump.  Unos días más tarde, Stone escribió un artículo de opinión llamado "El hombre que acaba de dimitir de la campaña de Donald Trump explica cómo Trump todavía puede ganar" para Business Insider. 
A pesar de llamar a Stone "perdedor de piedra" en una entrevista de 2008 [y acusándolo de buscar demasiada publicidad en una declaración poco después de que Stone dejara la campaña,  Donald Trump lo elogió durante una aparición en diciembre de 2015 en Alex El programa de radio de Jones fue orquestado por Stone. "Roger es un buen tipo", dijo Trump. "Ha sido tan leal y maravilloso".  Stone siguió siendo un asesor informal y un sustituto de los medios de Trump durante toda la campaña. 
Durante el transcurso de la campaña de 2016, se prohibió a Stone aparecer en CNN y MSNBC luego de realizar una serie de publicaciones ofensivas en Twitter que menospreciaban a las personalidades de la televisión.  Stone se refirió específicamente a un comentarista de CNN como una "diva titulada" y la imaginó "suicidarse", y llamó a otra personalidad de CNN un "negro estúpido" y un "negro gordo".  Erik Wemple, escritor de medios para The Washington Post, describió los tuits de Stone como "desagradables" y "intolerantes".  En febrero de 2016, CNN dijo que ya no invitaría a Stone a aparecer en su red, y MSNBC hizo lo mismo, confirmando en abril de 2016 que Stone también había sido excluido de esa red.  En una aparición en On Point en junio de 2016, Stone le dijo a Tom Ashbrook: "Tendría que admitir que llamar a Roland Martin un 'gordo negro' fue un tweet con dos martinis, y lo lamento. En cuanto a mi crítica de que Ana Navarro no está cualificada ... No entiendo por qué está allí, dada su falta de calificaciones ". 
En marzo de 2016, un artículo en la revista sensacionalista National Enquirer afirmó que Ted Cruz, el principal rival republicano de Trump, tenía relaciones extramatrimoniales con cinco mujeres. El artículo citaba a Stone diciendo: "Estas historias han girado en torno a Cruz desde hace un tiempo. Creo que donde hay humo hay fuego". Cruz negó las acusaciones (lo llamó "basura" y una "mancha de los tabloides") y acusó a la campaña de Trump, y específicamente a Stone, de plantar la historia como parte de una campaña de desprestigio contra él.  Cruz dijo: "Es una historia que cita una fuente en el registro, Roger Stone, el asesor político principal de Donald Trump. Y me gustaría señalar que el Sr. Stone es un hombre que tiene 50 años de trucos sucios detrás de él. Es un hombre para a quien se acuñó un término para copular con un roedor ". En abril de 2016, Cruz volvió a criticar a Stone, diciendo en el programa de radio de Stone de Sean Hannity:" Está presionando a Donald Trump. campaña, y él es el esbirro de Trump y tramposo sucio. Y este patrón, Donald sigue asociándose con personas que fomentan la violencia ". Stone respondió comparando a Cruz con Richard Nixon y acusándolo de ser un mentiroso. 
En abril de 2016, Stone formó un grupo activista a favor de Trump, Stop the Steal, y amenazó con "Days of Rage" si los líderes del partido republicano trataban de negar la nominación a Trump en la Convención Nacional Republicana en Cleveland.  The Washington Post informó que Stone "está organizando a los seguidores de [Trump] como una fuerza de intimidación", señalando que Stone "ha ... amenazado con revelar públicamente el número de habitaciones de los delegados que trabajan contra Trump".  El presidente del Comité Nacional Republicano, Reince Priebus, dijo que la amenaza de Stone de publicitar el número de delegados de las habitaciones de hotel era "totalmente imposible". 
Después de que Trump fuera criticado en la Convención Nacional Demócrata por sus comentarios sobre los musulmanes por Khizr Khan, un estadounidense paquistaní cuyo hijo recibió una medalla de bronce de la Estrella póstuma y Corazón Púrpura en la Operación Libertad Iraquí en 2004, Stone fue noticia defendiendo las críticas de Trump al acusar a Khan de simpatizar con el enemigo. 
Durante la campaña, Stone frecuentemente promovió teorías de conspiración, incluida la falsa afirmación de que el asesor de Clinton, Huma Abedin, estaba relacionado con la Hermandad Musulmana. 
A principios de 2018, el periódico Willamette Week de Portland, Oregón, publicó un artículo que describe su relación con la organización de extrema derecha Proud Boys.

## Acusaciones de papel en la interferencia rusa en las elecciones de 2016 en Estados Unidos
Durante la campaña de 2016, Stone fue acusado por el presidente de la campaña de Hillary Clinton, John Podesta, de tener conocimiento previo de la publicación por WikiLeaks de correos electrónicos privados de Podesta obtenidos por un pirata informático.  Stone tuiteó antes de la fuga: "Pronto [sic] el tiempo del Podestá en el cañón". Cinco días antes de la fuga, Stone tuiteó: "El miércoles Hillary Clinton terminó. #Wikileaks". Stone negó haber tenido conocimiento previo del correo electrónico Podesta o cualquier conexión con la inteligencia rusa, afirmando que su tuit anterior se refería a informes de los propios lazos del Grupo Podesta con Rusia. En su declaración inicial ante el Comité Selecto Permanente de Inteligencia de la Cámara de los Estados Unidos el 26 de septiembre de 2017, Stone reiteró este reclamo: "Tenga en cuenta que mi tweet del 21 de agosto de 2016 no hace mención alguna al correo electrónico del Sr. Podesta, pero sí predecir con exactitud que las actividades comerciales de los hermanos Podesta en Rusia ... serían objeto de escrutinio público ". 
Sin embargo, Stone ha reconocido en repetidas ocasiones que había establecido un canal secundario con el fundador de WikiLeaks, Julian Assange, para obtener información sobre Hillary Clinton. Stone ha señalado a este intermediario como la fuente de su conocimiento previo sobre la publicación de los correos electrónicos de Podestá por WikiLeaks.  Stone finalmente se llamó Randy Credico, quien había entrevistado a Assange y Stone para un programa de radio, como su intermediario con Assange. 
En febrero de 2017, The New York Times informó que, como parte de su investigación en curso sobre la campaña de Trump, el FBI estaba investigando cualquier contacto que Stone pudiera haber tenido con operativos rusos. 
En marzo de 2017, después de que en The Washington Times apareciera un informe en el que Stone había enviado un mensaje directo al supuesto hacker del DNC Guccifer 2.0 en Twitter, Stone admitió haber tenido contacto con la misteriosa persona y realizó extractos públicos de los mensajes. Stone afirmó que los mensajes eran simplemente el elogio inocente de la piratería. Según un informe publicado públicamente por las agencias de inteligencia de Estados Unidos, la comunidad de inteligencia de Estados Unidos cree que Guccifer 2.0 es una falsa persona creada por la inteligencia rusa para ocultar su papel en el hack de DNC.  Desde entonces, la persona Guccifer 2.0 ha sido vinculada con una dirección IP que se cree que se originó en la agencia de inteligencia rusa, GRU, en Moscú; aparentemente, esto fue descubierto por el FBI cuando un usuario con una dirección IP de Moscú se conectó a una de las cuentas de redes sociales de Guccifer sin utilizar una VPN. 
En marzo de 2017, el Comité de Inteligencia del Senado le pidió a Stone que conservara todos los documentos relacionados con los contactos rusos.  El vicepresidente del comité, el senador Mark Warner, pidió a Stone que testifique ante el comité, y dijo que "tocó la trifecta" de los malos tratos con Rusia. Stone negó cualquier fechoría en una entrevista en tiempo real con Bill Maher el 31 de marzo de 2017, y afirmó que estaba dispuesto a testificar ante el comité. 
El 26 de septiembre de 2017, Stone testificó ante el Comité de Inteligencia de la Cámara de Representantes a puertas cerradas, pero hizo pública una declaración que había entregado al Comité poco antes, y luego se la entregó a los medios de comunicación. The Washington Post destacó sus afiliaciones con los sitios de conspiración Infowars, Breitbart.com, y el promulgador de teorías de la conspiración de la ciudadanía de Barack Obama, Jerome Corsi. Stone también realizó ataques personales contra los miembros del comité demócrata Adam Schiff, Eric Swalwell y Dennis Heck. 
El 28 de octubre de 2017, Stone se inquietó luego de que la CNN informara que las acusaciones se anunciarían dentro de unos días. Posteriormente, la cuenta de Twitter de Stone fue suspendida por Twitter por lo que denominó "abuso selectivo" de varios miembros del personal de CNN en una serie de tuits despectivos, amenazadores y obscenos. 
El 13 de marzo de 2018, dos fuentes cercanas a Stone, el ex asistente de Trump Sam Nunberg y una persona que habló bajo condición de anonimato, reconocieron ante el Washington Post que Stone había establecido contacto con el propietario de WikiLeaks, Julian Assange, y que ambos tenían una conversación telefónica correos electrónicos relacionados con la campaña de Clinton que se filtraron a WikiLeaks.  Según Nunberg, quien afirmó haber hablado en el periódico después de que el Asesor Especial Robert Mueller le pidiera que lo hiciera, Stone le dijo en broma que había viajado a Londres para reunirse personalmente con Assange, pero se negó a hacerlo, solo quería tener conversaciones telefónicas para no ser detectadas y no tenía un aviso previo de los correos electrónicos filtrados.  La otra fuente, que habló en anonimato, declaró que la conversación ocurrió antes de que se conociera públicamente que los hackers habían obtenido los correos electrónicos de Podesta y del Comité Nacional Demócrata, documentos que WikiLeaks publicó a fines de julio y octubre.  Stone luego negó haber contactado a Assange o haber sabido de antemano sobre los correos electrónicos filtrados. 
En mayo de 2018, el asesor de medios sociales de Stone, Jason Sullivan, recibió citaciones del gran jurado de la investigación de Mueller. 
En julio de 2018, la persona anónima mencionada en la acusación emitida por el Diputado Procurador General Rod Rosenstein, que acusó a doce oficiales de la inteligencia militar rusa de conspirar para interferir en las elecciones de 2016, como alguien que los piratas informáticos rusos operan mediante la persona en línea Guccifer 2.0 comunicada con, y que la acusación alegada "estuvo en contacto regular con los miembros principales de la campaña presidencial" fue identificado por dos funcionarios del gobierno como Roger J. Stone.

## Libros y otras escrituras
Desde 2010, Stone ha colaborado ocasionalmente en el sitio web conservador The Daily Caller, que actúa como "editor de moda masculina".  Stone también escribe en su propio blog de moda, Stone on Style. 
Stone ha escrito cinco libros, todos publicados por Skyhorse Publishing de la ciudad de Nueva York.  Los libros de Stone han sido descritos como "trabajos de destral" por el Miami Herald y el Tampa Bay Times. 
- El hombre que mató a Kennedy: el caso contra LBJ (con Mike Colapietro contribuyendo) (Skyhorse Publishing, 2013): Stone sostiene que Lyndon B. Johnson estaba detrás de una conspiración para matar a John F. Kennedy y fue cómplice en al menos otros seis asesinatos. En una reseña de The Washington Times, Hugh Aynesworth escribió: "El título explica en gran medida la teoría del libro. Si un lector no permite que los hechos se interpongan en el camino, podría ser una aventura interesante".  Aynesworth, que cubrió el asesinato de Dallas Morning News, dijo que el libro "está lleno de todo tipo de basura".
- Los secretos de Nixon: The Rise, Fall y Untold Truth sobre el presidente, Watergate y The Pardon (Skyhorse Publishing, 2014): Stone habla sobre Richard Nixon y su carrera. Alrededor de dos tercios del libro, una piedra convencional que es un encubrimiento de Nixon, Stone escribe que el presidente tomó el dinero de la campaña de la mafia, tuvo una larga aventura con una mujer de Hong Kong que pudo haber sido una Espía china, e incluso, una vez sin saberlo, contrabandeó tres libras de marihuana a los Estados Unidos cuando llevaba la valija del gran jazz Louis Armstrong. El tercio restante del libro es una cuenta no convencional del escándalo de Watergate.  Stone describa a Nixon como una "víctima confundida" y afirma que John Dean orquestó el robo (que describe como la política ordinaria de la época para encubrir la participación en un círculo de la prostitución. investigadores de Watergate Anthony Summers y Max Holland. Holland dijo de Stone: "Está fuera de su mente siempre enamorada". Dean dijo en 2014 que el libro de Stone y su defensa de Nixon son "típicos"  del universo alternativo que hay "y" pura mierda ".
- Guerra de las mujeres de Clinton (con Robert Morrow de Austin, Texas) (Skyhorse Publishing, 2015): este libro, de acuerdo con Político, es un trabajo "sensacional" que contiene "revelaciones explosivas pero muy dudosas sobre Bill Clinton y Hillary Clinton ", con un enfoque en las acusaciones de inconducta sexual de Bill Clinton, y una afirmación de que Webster Hubbell es el padre biológico de Chelsea Clinton. Este libro fue promovido por Trump, quien publicó un mensaje de Twitter que contiene la página de Amazon.com del libro. David Corn, al escribir en Mother Jones, escribe que el libro "aparentemente está diseñado para difamar a los Clinton, representando a Bill como un violador en serie, Hillary como habilitador y ambos miembros de la pareja de poder como un dúo diabólico empeñado en destruir a cualquiera que se interpone en su camino "y dijo que el libro era parte de un" proyecto extremista anti-Clinton "más amplio de Stone.
- Jeb! y la Familia del Crimen de Bush (con Saint John Hunt) (Skyhorse Publishing, 2016): El libro se centra en Jeb Bush y la familia Bush.
- Making of the President 2016: Cómo orquestó Donald Trump una revolución (Skyhorse Publishing, 2017): El libro trata sobre la campaña presidencial de Donald Trump durante las elecciones de 2016.

## Estilo personal y hábitos
Stone se ha destacado por su estilo personal, descrito como extravagante. En un perfil estándar semanal de 2007 escrito por Matt Labash, Stone fue descrito como un "señor de la travesura" y el "príncipe negro jactancioso del sórdido republicano". Labash escribió que Stone "a menudo establece sus pronunciamientos con el pronunciar 'Reglas de Piedra', que significa para los oyentes que uno de sus mandamientos está bajando, un dictado conciso pronunciado con la certeza inflexible que generalmente se asocia con el Libro de Deuteronomio ". Ejemplos de las Reglas de Stone incluyen "La política conmigo no es teatro. Es arte de performance, a veces por sí mismo". 
Stone no usa calcetines, un hecho sobre el que Nancy Reagan llamó la atención de su esposo durante la campaña presidencial de 1980.  Labash lo describió como "un dandi por disposición que se jacta de no haber comprado desde el estante desde los 17 años", que "enseñó a los periodistas cómo lograr dobles hoyuelos perfectos debajo de sus nudos de corbata". Periodista de Washington Victor Gold ha notado la reputación de Stone como uno de los "vestidores más inteligentes" en Washington.  El sastre de Stone es Alan Flusser. A Stone no le gustan las chaquetas de ventilación simple (describiéndolas como el signo de un "pagano"); dice que posee 100 corbatas plateadas; y tiene 100 trajes en almacenamiento.  Se han escrito historias de moda sobre él en GQ y Penthouse.  Stone ha escrito sobre su aversión por los jeans y los botines y ha elogiado los trajes de tres piezas de seersucker, así como las chaquetas Madras en verano y las chaquetas de terciopelo en invierno. 
En 1999, Stone atribuyó su aspecto sobrenatural a "décadas de seguir un régimen de hierbas chinas, terapias respiratorias, tai chi y acupuntura", según el Times.  Stone lleva un anillo de meñique de diamantes en forma de herradura y en 2007 tenía el rostro de Richard Nixon tatuado en la espalda. A partir de 2007, poseía cinco automóviles Jaguar y cinco Yorkshire Terriers.  En 2016, afirmó en una entrevista con Newsweek que al menos dos de sus perros habían sido envenenados [133]. Él dijo: "Me gusta la sastrería inglesa, me gustan los zapatos italianos. Me gusta el vino francés. Me gusta el vodka martini con una aceituna, por favor. Me gusta mantenerme físicamente en forma". 
La oficina de Stone en Florida ha sido descrita como un "Salón de Nixonia" con fotos, carteles y parafernalia de Nixon. Las excepciones son un póster de una estríper y una foto de él de pie junto a una piscina con la actriz de cine porno Nina Hartley en bikini.